# Гарегин Бес
Гарегин Бес (Гарегин Бахшиевич Саринян, арм. Գարեգին Բախշիի Սարինյան; 5 января 1910 — 19 августа 1986) — армянский писатель, драматург, переводчик, член союза Советских писателей с 1936 года, Заслуженный деятель искусств Армянской ССР (1975).
Его литературный псевдоним «Бес» состоит из инициалов отца писателя.

## Биография
Родился в городе Шуша Елизаветпольской губернии Карсказского наместниччества Российской империи.
В 1929 году окончил бакинскую среднюю школу имени Ованнеса Туманяна, в 1932 году — историографический факультет Ереванского государственного университета.
В 1931—1933 годах — заведующий редакцией детско-юношеской литературы издательства «Петрат».

В 1933—1936 годах — заведующий отделом редакции массовой литературы Союза писателей Армении.

В 1933—1936 годах — секретарь Пушкинского юбилейного комитета при ЦИК Армянской ССР.

В 1939—1940 годах — методист, в 1941 году — руководитель отдела искусств Комиссариата народного просвещения Армянской ССР.

В 1941—1943 годах служил в Советской армии, участник Великой Отечественной войны.

В 1944—1947 годах — секретарь журнала «Советская литература».

В 1949—1955 годах — секретарь Армянского театрального общества.
Печататься начал с 1928 года. Произведения переведены и изданы отдельными книгами на русском, литовском, грузинском языках. Пьесы Герегина Беса ставились в драматических театрах Закавказья.  
Член КПСС с 1945 года. 
Умер 19 августа 1986 года в Ереване. 

## Награды
- Орден Отечественной войны 2 степени (6.11.1985)[2].
- Орден Трудового Красного Знамени.
- Орден Дружбы народов (8.01.1980)[3].
- Медаль «За отвагу» (6.11.1947)[4].
- Медаль «За оборону Кавказа» (26.07.1945)[5].
- Медаль «За трудовое отличие» (27.06.1956).
- Заслуженный деятель искусств Армянской ССР (1975).